# Helcmanovce
Helcmanovce (allemand : Hansdorf in der Zips) est un village de Slovaquie situé dans la région de Košice.

## Histoire
Première mention écrite du village en 1297.

## Démographie

### Évolution de la population
| Année:               | 1994. | 2004.   | 2014.   | 2024.   |
| -------------------- | ----- | ------- | ------- | ------- |
| Nombre de personnes: | 1631  | 1558    | 1445    | 1364    |
| Différence:          |       | -4,47 % | -7,25 % | -5,60 % |

| Année:               | 2023. | 2024. |
| -------------------- | ----- | ----- |
| Nombre de personnes: | 1364  | 1364  |
| Différence:          |       | +0 %  |